# 乌苏里橐吾
乌苏里橐吾（学名：Ligularia calthifolia）是菊科橐吾属的植物。分布于中国大陆的东北等地，一般生长在山坡草甸，目前尚未由人工引种栽培。